# Mistrzostwa Świata Juniorów w Hokeju na Lodzie 2020/I Dywizja
Mistrzostwa Świata Juniorów w Hokeju na Lodzie I Dywizji 2020 rozegrane zostały w dniach 9–15 grudnia (Grupa A) oraz 12–18 grudnia (Grupa B).
Do mistrzostw I Dywizji przystąpiło 12 zespołów, które zostały podzielone na dwie grupy po sześć zespołów. Zgodnie z formatem zawody I Dywizji odbyły się w dwóch grupach: Grupa A na Białorusi (Mińsk), zaś grupa B na Ukrainie (Kijów). Reprezentacje rywalizowały systemem każdy z każdym.
Hale, w których przeprowadzone zostały zawody:
- Cziżowka-Ariena w Mińsku – Dywizja IA,
- Pałac Sportu w Kijowie – Dywizja IB.

## Grupa A
Do mistrzostw świata elity w 2021 z Grupy A awansowała najlepsza reprezentacja. Ostatni zespół Grupy A został zdegradowany i w 2021 zagra w Grupie B.
| 9 grudnia 2019 | Norwegia | 6:2 | Słowenia | Cziżowka-Ariena, Mińsk |

| Szczegóły      | Szczegóły | Szczegóły       | Szczegóły                                | Szczegóły                                                                                |
| -------------- | --- | --------------- | ---------------------------------------- | ---------------------------------------------------------------------------------------- |
| Godzina: 12:30 | L. Rødne (EQ) 04:30 P. Finstad (EQ) 21:10 S. Frøberg (EQ) 23:10 P. Finstad (EQ) 33:38 J. Hermansson (EQ) 38:22 L. Halmrast (EQ) 39:35 | (1:0, 5:2, 0:0) | 32:00 (EQ) L. Markun 37:06 (EQ) M. Tőrők | Widzów: 1512 Sędzia główny: Andrea Moschen Sędziowie liniowi: Paweł Badył Thomas Caillot |
| Godzina: 12:30 | 2 min. kar |                 | 4 min. kar                               | Widzów: 1512 Sędzia główny: Andrea Moschen Sędziowie liniowi: Paweł Badył Thomas Caillot |

| 9 grudnia 2019 | Dania | 0:3 | Łotwa | Cziżowka-Ariena, Mińsk |

| Szczegóły      | Szczegóły   | Szczegóły       | Szczegóły                                                                  | Szczegóły                                                                              |
| -------------- | ----------- | --------------- | -------------------------------------------------------------------------- | -------------------------------------------------------------------------------------- |
| Godzina: 16:00 |             | (0:1, 0:1, 0:1) | 12:01 (EQ) G. Prohorenkovs 31:54 (EQ) K. Bucenieks 54:29 (EQ) K. Bucenieks | Widzów: 1341 Sędzia główny: Michał Baca Sędziowie liniowi: Dario Fuchs Mikita Pałjakuł |
| Godzina: 16:00 | 10 min. kar |                 | 6 min. kar                                                                 | Widzów: 1341 Sędzia główny: Michał Baca Sędziowie liniowi: Dario Fuchs Mikita Pałjakuł |

| 9 grudnia 2019 | Białoruś | 4:3 | Austria | Cziżowka-Ariena, Mińsk |

| Szczegóły      | Szczegóły                                                                             | Szczegóły       | Szczegóły                                                          | Szczegóły                                                                                  |
| -------------- | ------------------------------------------------------------------------------------- | --------------- | ------------------------------------------------------------------ | ------------------------------------------------------------------------------------------ |
| Godzina: 19:30 | W. Pinczuk (PP) 06:42 I. Usow (PP) 17:59 A. Pawlienko (EQ) 30:29 A. Protas (EQ) 41:29 | (2:3, 1:0, 1:0) | 04:55 (EQ) V. Ploner 09:29 (EQ) B. Baumgartner 18:41 (EQ) P. Huber | Widzów: 5546 Sędzia główny: Marcus Wannerstedt Sędziowie liniowi: Nicola Basso Lukáš Kacej |
| Godzina: 19:30 | 20 min. kar                                                                           |                 | 24 min. kar                                                        | Widzów: 5546 Sędzia główny: Marcus Wannerstedt Sędziowie liniowi: Nicola Basso Lukáš Kacej |

| 10 grudnia 2019 | Słowenia | 1:2 pd. | Dania | Cziżowka-Ariena, Mińsk |

| Szczegóły      | Szczegóły           | Szczegóły            | Szczegóły                                      | Szczegóły                                                                                  |
| -------------- | ------------------- | -------------------- | ---------------------------------------------- | ------------------------------------------------------------------------------------------ |
| Godzina: 12:30 | M. Tőrők (PP) 07:00 | (1:0, 0:1, 0:0, 0:1) | 27:49 (PP2) M. Almquist 61:08 (EQ) M. Almquist | Widzów: 1348 Sędzia główny: Alexey Roshchyn Sędziowie liniowi: Mikita Pałjakuł Toivo Tilku |
| Godzina: 12:30 | 22 min. kar         |                      | 4 min. kar                                     | Widzów: 1348 Sędzia główny: Alexey Roshchyn Sędziowie liniowi: Mikita Pałjakuł Toivo Tilku |

| 10 grudnia 2019 | Austria | 5:2 | Norwegia | Cziżowka-Ariena, Mińsk |

| Szczegóły      | Szczegóły | Szczegóły       | Szczegóły                                            | Szczegóły                                                                             |
| -------------- | --- | --------------- | ---------------------------------------------------- | ------------------------------------------------------------------------------------- |
| Godzina: 16:00 | J. Payr (EQ) 16:49 P. Huber (EQ) 44:55 T. Harnisch (EQ) 48:55 B. Baumgartner (SH EN) 59:12 B. Baumgartner (SH EN) 59:54 | (1:2, 0:0, 4:0) | 01:55 (EQ) C. Spaberg Olsen 04:02 (EQ) J. Hermansson | Widzów: 1542 Sędzia główny: Michał Baca Sędziowie liniowi: Paweł Badył Thomas Caillot |
| Godzina: 16:00 | 10 min. kar |                 | 10 min. kar                                          | Widzów: 1542 Sędzia główny: Michał Baca Sędziowie liniowi: Paweł Badył Thomas Caillot |

| 10 grudnia 2019 | Łotwa | 3:2 pd. | Białoruś | Cziżowka-Ariena, Mińsk |

| Szczegóły      | Szczegóły                                                                   | Szczegóły            | Szczegóły                                       | Szczegóły                                                                              |
| -------------- | --------------------------------------------------------------------------- | -------------------- | ----------------------------------------------- | -------------------------------------------------------------------------------------- |
| Godzina: 19:30 | G. Prohorenkovs (EQ) 44:57 O. Zabusovs (EQ) 46:11 J. Švanenbergs (EQ) 60:13 | (0:1, 0:0, 2:1, 1:0) | 06:11 (PP) A. Kotełowski 57:50 (PP) P. Dienisow | Widzów: 6541 Sędzia główny: Andrea Moschen Sędziowie liniowi: Nicola Basso Dario Fuchs |
| Godzina: 19:30 | 22 min. kar                                                                 |                      | 8 min. kar                                      | Widzów: 6541 Sędzia główny: Andrea Moschen Sędziowie liniowi: Nicola Basso Dario Fuchs |

| 12 grudnia 2019 | Słowenia | 1:9 | Łotwa | Cziżowka-Ariena, Mińsk |

| Szczegóły      | Szczegóły              | Szczegóły       | Szczegóły | Szczegóły                                                                              |
| -------------- | ---------------------- | --------------- | --- | -------------------------------------------------------------------------------------- |
| Godzina: 12:30 | Ž. Primožič (PP) 32:30 | (0:5, 1:1, 0:3) | 00:48 (EQ) J. Švanenbergs 02:25 (PP) A. Siņegubovs 05:01 (EQ) V. Jašunovs 08:50 (EQ) P. Zabusovs 11:32 (EQ) J. Švanenbergs 36:39 (EQ) D. Fjodorovs 50:05 (EQ) D. Fjodorovs 50:47 (EQ) Tumānovs 58:02 (PP) V. Jašunovs | Widzów: 1314 Sędzia główny: Alexey Roshchyn Sędziowie liniowi: Paweł Badył Dario Fuchs |
| Godzina: 12:30 | 12 min. kar            |                 | 8 min. kar | Widzów: 1314 Sędzia główny: Alexey Roshchyn Sędziowie liniowi: Paweł Badył Dario Fuchs |

| 12 grudnia 2019 | Dania | 2:4 | Austria | Cziżowka-Ariena, Mińsk |

| Szczegóły      | Szczegóły                                  | Szczegóły       | Szczegóły                                                                                  | Szczegóły                                                                                     |
| -------------- | ------------------------------------------ | --------------- | ------------------------------------------------------------------------------------------ | --------------------------------------------------------------------------------------------- |
| Godzina: 16:00 | M. Jensen (EQ) 19:35 P. Schultz (EQ) 35:24 | (1:1, 1:2, 0:1) | 04:16 –(EA) D. Maier 20:35 (EQ) S. Peeters 26:30 (EQ) B. Baumgartner 47:00 (EQ) S. Peeters | Widzów: 1359 Sędzia główny: Marcus Wannerstedt Sędziowie liniowi: Mikita Pałjakuł Toivo Tilku |
| Godzina: 16:00 | 20 min. kar                                |                 | 2 min. kar                                                                                 | Widzów: 1359 Sędzia główny: Marcus Wannerstedt Sędziowie liniowi: Mikita Pałjakuł Toivo Tilku |

| 12 grudnia 2019 | Białoruś | 2:3 pd. | Norwegia | Cziżowka-Ariena, Mińsk |

| Szczegóły      | Szczegóły                                    | Szczegóły            | Szczegóły                                                          | Szczegóły                                                                             |
| -------------- | -------------------------------------------- | -------------------- | ------------------------------------------------------------------ | ------------------------------------------------------------------------------------- |
| Godzina: 19:30 | W. Pinczuk (EQ) 31:38 J. Ożentiuk (EA) 59:20 | (0:2, 1:0, 1:0, 0:1) | 06:55 (EQ) J. Hafsmoe 19:06 (PP) L. Rødne 61:48 (EQ) J. Hermansson | Widzów: 6888 Sędzia główny: Michał Baca Sędziowie liniowi: Thomas Caillot Lukáš Kacej |
| Godzina: 19:30 | 14 min. kar                                  |                      | 14 min. kar                                                        | Widzów: 6888 Sędzia główny: Michał Baca Sędziowie liniowi: Thomas Caillot Lukáš Kacej |

| 13 grudnia 2019 | Łotwa | 1:2 | Austria | Cziżowka-Ariena, Mińsk |

| Szczegóły      | Szczegóły              | Szczegóły       | Szczegóły                                        | Szczegóły                                                                              |
| -------------- | ---------------------- | --------------- | ------------------------------------------------ | -------------------------------------------------------------------------------------- |
| Godzina: 12:30 | P. Zabusovs (EQ) 05:07 | (1:1, 0:1, 0:0) | 09:44 (PP2) B. Baumgartner 24:40 (PP) L. Lindner | Widzów: 1582 Sędzia główny: Andrea Moschen Sędziowie liniowi: Nicola Basso Toivo Tilku |
| Godzina: 12:30 | 60 min. kar            |                 | 4 min. kar                                       | Widzów: 1582 Sędzia główny: Andrea Moschen Sędziowie liniowi: Nicola Basso Toivo Tilku |

| 13 grudnia 2019 | Norwegia | 1:0 pk. | Dania | Cziżowka-Ariena, Mińsk |

| Szczegóły      | Szczegóły             | Szczegóły                 | Szczegóły  | Szczegóły                                                                                  |
| -------------- | --------------------- | ------------------------- | ---------- | ------------------------------------------------------------------------------------------ |
| Godzina: 16:00 | P. Finstad (SO) 65:00 | (0:0, 0:0, 0:0, 0:0, 1:0) |            | Widzów: 1593 Sędzia główny: Alexey Roshchyn Sędziowie liniowi: Lukáš Kacej Mikita Pałjakuł |
| Godzina: 16:00 | 4 min. kar            |                           | 6 min. kar | Widzów: 1593 Sędzia główny: Alexey Roshchyn Sędziowie liniowi: Lukáš Kacej Mikita Pałjakuł |

| 13 grudnia 2019 | Białoruś | 4:1 | Słowenia | Cziżowka-Ariena, Mińsk |

| Szczegóły      | Szczegóły                                                                                     | Szczegóły       | Szczegóły            | Szczegóły                                                                                    |
| -------------- | --------------------------------------------------------------------------------------------- | --------------- | -------------------- | -------------------------------------------------------------------------------------------- |
| Godzina: 19:30 | O. Kaszełowski (EQ) 30:08 A. Pawlienko (EQ) 40:52 I. Sołowiow (EQ) 41:52 A. Protas (EQ) 58:50 | (0:0, 1:0, 3:1) | 59:30 (EQ) M. Bohinc | Widzów: 6318 Sędzia główny: Marcus Wannerstedt Sędziowie liniowi: Thomas Caillot Dario Fuchs |
| Godzina: 19:30 | 6 min. kar                                                                                    |                 | 6 min. kar           | Widzów: 6318 Sędzia główny: Marcus Wannerstedt Sędziowie liniowi: Thomas Caillot Dario Fuchs |

| 15 grudnia 2019 | Austria | 4:1 | Słowenia | Cziżowka-Ariena, Mińsk |

| Szczegóły      | Szczegóły                                                                            | Szczegóły       | Szczegóły            | Szczegóły                                                                           |
| -------------- | ------------------------------------------------------------------------------------ | --------------- | -------------------- | ----------------------------------------------------------------------------------- |
| Godzina: 12:30 | S. Peeters (PP) 16:51 P. Huber (EQ) 19:28 M. Rebernig (EQ) 55:36 P. Huber (EN) 58:13 | (2:0, 0:0, 2:1) | 52:40 (EQ) M. Tavčar | Widzów: 1491 Sędzia główny: Michał Baca Sędziowie liniowi: Paweł Badył Nicola Basso |
| Godzina: 12:30 | 2 min. kar                                                                           |                 | 10 min. kar          | Widzów: 1491 Sędzia główny: Michał Baca Sędziowie liniowi: Paweł Badył Nicola Basso |

| 15 grudnia 2019 | Norwegia | 0:2 | Łotwa | Cziżowka-Ariena, Mińsk |

| Szczegóły      | Szczegóły  | Szczegóły       | Szczegóły                                   | Szczegóły                                                                                  |
| -------------- | ---------- | --------------- | ------------------------------------------- | ------------------------------------------------------------------------------------------ |
| Godzina: 16:00 |            | (0:0, 0:1, 0:1) | 25:05 (EQ) R. Grīnbergs 48:08 (EQ) R. Polcs | Widzów: 2035 Sędzia główny: Alexey Roshchyn Sędziowie liniowi: Mikita Pałjakuł Toivo Tilku |
| Godzina: 16:00 | 4 min. kar |                 | 10 min. kar                                 | Widzów: 2035 Sędzia główny: Alexey Roshchyn Sędziowie liniowi: Mikita Pałjakuł Toivo Tilku |

| 15 grudnia 2019 | Dania | 2:7 | Białoruś | Cziżowka-Ariena, Mińsk |

| Szczegóły      | Szczegóły                                | Szczegóły       | Szczegóły | Szczegóły                                                                             |
| -------------- | ---------------------------------------- | --------------- | --- | ------------------------------------------------------------------------------------- |
| Godzina: 19:30 | O. True (PP) 45:42 P. Schultz (EQ) 48:41 | (0:4, 0:1, 2:2) | 01:16 (EQ) W. Szjoczin 02:42 (EQ) A. Szkrabow 15:12 (PP2) W. Alistrow 16:06 (PP2) A. Protas 30:49 (EQ) N. Piszkaiło 50:14 (EQ) A. Protas 53:27 (EQ) W. Barkowski | Widzów: 7002 Sędzia główny: Andrea Moschen Sędziowie liniowi: Dario Fuchs Lukáš Kacej |
| Godzina: 19:30 | 22 min. kar                              |                 | 18 min. kar | Widzów: 7002 Sędzia główny: Andrea Moschen Sędziowie liniowi: Dario Fuchs Lukáš Kacej |

Tabela
| Lp. | Zespół   | M | Pkt | Z | Zd | Pd | P | G+ | G- | +/− |
| --- | -------- | - | --- | - | -- | -- | - | -- | -- | --- |
| 1   | Austria  | 5 | 12  | 4 | 0  | 0  | 1 | 18 | 10 | +8  |
| 2   | Łotwa    | 5 | 11  | 3 | 1  | 0  | 1 | 18 | 5  | +13 |
| 3   | Białoruś | 5 | 11  | 3 | 0  | 2  | 0 | 19 | 12 | +7  |
| 4   | Norwegia | 5 | 7   | 1 | 2  | 0  | 2 | 12 | 11 | +1  |
| 5   | Dania    | 5 | 3   | 0 | 1  | 1  | 3 | 6  | 16 | -10 |
| 6   | Słowenia | 5 | 1   | 0 | 0  | 1  | 4 | 6  | 25 | -19 |

    = awans do elity     = utrzymanie w I dywizji grupy A     = spadek do I dywizji grupy B
Statystyki indywidualne
- Klasyfikacja strzelców:  Benjamin Baumgartner: 5 goli[1]
- Klasyfikacja asystentów:  Benjamin Baumgartner
 Jewgienij Oksentiuk: 6 asyst[2]
- Klasyfikacja kanadyjska:  Benjamin Baumgartner: 11 punktów[3]
- Klasyfikacja kanadyjska obrońców:  David Maier
 Julian Payr: 4 punkty[4]
- Klasyfikacja +/−:  Benjamin Baumgartner: +10[5]
- Klasyfikacja skuteczności interwencji bramkarzy:  Henrik Fayen Vestavik: 95,40%[6]
- Klasyfikacja średniej goli straconych na mecz bramkarzy:  Jānis Voris: 1,08[6]
- Klasyfikacja minut kar:  Deniss Fjodorovs: 22 minut[7]

Nagrody indywidualne
Dyrektoriat turnieju wybrał trójkę najlepszych zawodników, po jednym na każdej pozycji:
- Bramkarz:  Jānis Voris
- Obrońca:  Ilja Sołowiow
- Napastnik:  Benjamin Baumgartner

## Grupa B
Do mistrzostw świata I Dywizji Grupy A w 2021 z Grupy B awansowała pierwsza drużyna. Ostatni zespół Grupy B został zdegradowany i w 2021 zagra w mistrzostwach świata II Dywizji Grupy A.
| 12 grudnia 2019 | Włochy | 3:15 | Polska | Pałac Sportu, Kijów |

| Szczegóły      | Szczegóły                                                             | Szczegóły       | Szczegóły | Szczegóły                                                                                      |
| -------------- | --------------------------------------------------------------------- | --------------- | --- | ---------------------------------------------------------------------------------------------- |
| Godzina: 13:00 | M. Sölva (EQ) 17:01 S. Deluca (EQ) 20:14 A. Großrubatscher (EQ) 44:46 | (1:3, 1:8, 1:4) | 07:51 (EQ) J. Lewandowski 09:44 (PP) S. Brynkus 12:31 (PP) M. Witan 22:13 (EQ) K. Filipek 23:19 (EQ) K. Wałęga 27:18 (EQ) I. Smal 29:31 (EQ) S. Bieniek 31:53 (EQ) K. Gruźla 32:05 (EQ) S. Brynkus 33:03 (EQ) K. Filipek 39:27 (PP) J. Lewandowski 48:24 (EQ) J. Blanik 48:53 (EQ) K. Wałęga 55:54 (PP2) K. Wałęga 56:15 (PP) K. Wałęga | Widzów: 330 Sędzia główny: Andrew Miller Sędziowie liniowi: Roman Kaderli Andreas Weise Krøyer |
| Godzina: 13:00 | 14 min. kar                                                           |                 | 4 min. kar | Widzów: 330 Sędzia główny: Andrew Miller Sędziowie liniowi: Roman Kaderli Andreas Weise Krøyer |

| 12 grudnia 2019 | Estonia | 1:6 | Francja | Pałac Sportu, Kijów |

| Szczegóły      | Szczegóły         | Szczegóły       | Szczegóły | Szczegóły                                                                              |
| -------------- | ----------------- | --------------- | --- | -------------------------------------------------------------------------------------- |
| Godzina: 16:30 | A. Rae (EQ) 31:36 | (0:2, 1:1, 0:3) | 08:15 (PP) D. Fabre 11:07 (EQ) P. Dubé 33:36 (EQ) P. Joubert 42:51 (EQ) B. Zago 43:40 (PP) Y. Coulaud 59:29 (EN) C. Schmitt | Widzów: 567 Sędzia główny: Miha Bulovec Sędziowie liniowi: Ilja Chołow Artem Korepanow |
| Godzina: 16:30 | 8 min. kar        |                 | 6 min. kar | Widzów: 567 Sędzia główny: Miha Bulovec Sędziowie liniowi: Ilja Chołow Artem Korepanow |

| 12 grudnia 2019 | Ukraina | 1:5 | Węgry | Pałac Sportu, Kijów |

| Szczegóły      | Szczegóły                | Szczegóły       | Szczegóły                                                                                               | Szczegóły                                                                                     |
| -------------- | ------------------------ | --------------- | --- | --------------------------------------------------------------------------------------------- |
| Godzina: 20:00 | D. Arkhypenko (EQ) 22:05 | (0:1, 1:3, 0:1) | 19:19 (EQ) A. Kovács 22:43 (EQ) K. Németh 32:08 (EQ) N. Vértes 33:57 (EQ) G. Ambrus 55:13 (EQ) B. Dézsi | Widzów: 4567 Sędzia główny: Richard Magnusson Sędziowie liniowi: Patrick Laguzov Nazar Slezow |
| Godzina: 20:00 | 10 min. kar              |                 | 30 min. kar                                                                                             | Widzów: 4567 Sędzia główny: Richard Magnusson Sędziowie liniowi: Patrick Laguzov Nazar Slezow |

| 14 grudnia 2019 | Węgry | 4:2 | Estonia | Pałac Sportu, Kijów |

| Szczegóły      | Szczegóły                                                                              | Szczegóły       | Szczegóły                                  | Szczegóły                                                                                    |
| -------------- | -------------------------------------------------------------------------------------- | --------------- | ------------------------------------------ | -------------------------------------------------------------------------------------------- |
| Godzina: 13:00 | N. Vértes (PP) 18:04 M. Horváth (PP2) 34:53 L. Keresztes (EQ) 49:50 L. Keresztes 54:57 | (1:0, 1:2, 2:0) | 24:54 (PP) K. Lodeikin 36:59 (PP) Kl. Jõgi | Widzów: 1470 Sędzia główny: Rasmus Toppel Sędziowie liniowi: Artem Korepanow Patrick Laguzov |
| Godzina: 13:00 | 20 min. kar                                                                            |                 | 20 min. kar                                | Widzów: 1470 Sędzia główny: Rasmus Toppel Sędziowie liniowi: Artem Korepanow Patrick Laguzov |

| 14 grudnia 2019 | Francja | 4:1 | Włochy | Pałac Sportu, Kijów |

| Szczegóły      | Szczegóły                                                                          | Szczegóły       | Szczegóły             | Szczegóły                                                                                 |
| -------------- | ---------------------------------------------------------------------------------- | --------------- | --------------------- | ----------------------------------------------------------------------------------------- |
| Godzina: 16:30 | A. Plagnat (EQ) 27:19 P. Dubé (EQ) 43:40 A. Plagnat (EQ) 46:31 D. Fabre (EQ) 59:25 | (0:0, 1:1, 3:0) | 21:52 (EQ) E. De Toni | Widzów: 2134 Sędzia główny: Richard Magnusson Sędziowie liniowi: Ilja Chołow Nazar Slezow |
| Godzina: 16:30 | 4 min. kar                                                                         |                 | 6 min. kar            | Widzów: 2134 Sędzia główny: Richard Magnusson Sędziowie liniowi: Ilja Chołow Nazar Slezow |

| 14 grudnia 2019 | Polska | 0:3 | Ukraina | Pałac Sportu, Kijów |

| Szczegóły      | Szczegóły  | Szczegóły       | Szczegóły                                                               | Szczegóły                                                                            |
| -------------- | ---------- | --------------- | ----------------------------------------------------------------------- | ------------------------------------------------------------------------------------ |
| Godzina: 20:00 |            | (0:1, 0:0, 0:2) | 05:44 (EQ) O. Peresunko 44:32 (EQ) D. Daniłenko 56:15 (PS) O. Peresunko | Widzów: 5450 Sędzia główny: Miha Bulovec Sędziowie liniowi: Roman Kaderli Ilia Kisil |
| Godzina: 20:00 | 6 min. kar |                 | 10 min. kar                                                             | Widzów: 5450 Sędzia główny: Miha Bulovec Sędziowie liniowi: Roman Kaderli Ilia Kisil |

| 15 grudnia 2019 | Estonia | 5:4 | Włochy | Pałac Sportu, Kijów |

| Szczegóły      | Szczegóły                                                                                                  | Szczegóły       | Szczegóły                                                                              | Szczegóły                                                                                   |
| -------------- | --- | --------------- | -------------------------------------------------------------------------------------- | ------------------------------------------------------------------------------------------- |
| Godzina: 13:00 | K. Lodeikin (EQ) 21:50 A. Rae (EQ) 22:01 K. Lodeikin (EQ) 32:00 K. Kombe (PP) 46:29 K. Lodeikin (PP) 59:53 | (0:3, 3:1, 2:0) | 01:44 (PP) P. Demetz 04:50 (EQ) E. De Toni 15:32 (EQ) P. Demetz 27:39 (PP) P. Tomasini | Widzów: 1587 Sędzia główny: Richard Magnusson Sędziowie liniowi: Ilia Kisil Artem Korepanow |
| Godzina: 13:00 | 33 min. kar                                                                                                |                 | 26 min. kar                                                                            | Widzów: 1587 Sędzia główny: Richard Magnusson Sędziowie liniowi: Ilia Kisil Artem Korepanow |

| 15 grudnia 2019 | Polska | 7:10 | Węgry | Pałac Sportu, Kijów |

| Szczegóły      | Szczegóły | Szczegóły       | Szczegóły | Szczegóły                                                                                      |
| -------------- | --- | --------------- | --- | ---------------------------------------------------------------------------------------------- |
| Godzina: 16:30 | J. Lewandowski (EQ) 01:24 I. Smal (EQ) 05:58 M. Bezwiński (EQ) 09:19 K. Wałęga (EQ) 33:01 J. Lewandowski (EQ) 39:28 S. Luszniak (EQ) 50:44 S. Brynkus (PP) 53:48 | (3:4, 2:5, 2:1) | 07:51 (EQ) K. Rétfalvi 08:15 (EQ) N. Vértes 11:03 (PP) D. Péter 19:18 (EQ) L. Keresztes 23:37 (EQ) G. Ambrus 28:14 (EQ) N. Vértes 31:53 (EQ) M. Révész 37:47 (EQ) M. Révész 38:21 (EQ) K. Németh 59:28 (EQ) D. Péter | Widzów: 2124 Sędzia główny: Rasmus Toppel Sędziowie liniowi: Andreas Weise Krøyer Nazar Slezow |
| Godzina: 16:30 | 20 min. kar |                 | 10 min. kar | Widzów: 2124 Sędzia główny: Rasmus Toppel Sędziowie liniowi: Andreas Weise Krøyer Nazar Slezow |

| 15 grudnia 2019 | Francja | 3:1 | Ukraina | Pałac Sportu, Kijów |

| Szczegóły      | Szczegóły                                                    | Szczegóły       | Szczegóły                | Szczegóły                                                                                  |
| -------------- | ------------------------------------------------------------ | --------------- | ------------------------ | ------------------------------------------------------------------------------------------ |
| Godzina: 20:00 | S. Rousseau (EQ) 04:21 P. Dubé (EQ) 05:25 P. Dubé (EQ) 53:19 | (2:1, 0:0, 1:0) | 19:00 (EQ) D. Arkhypenko | Widzów: 4098 Sędzia główny: Andrew Miller Sędziowie liniowi: Roman Kaderli Patrick Laguzov |
| Godzina: 20:00 | 4 min. kar                                                   |                 | 0 min. kar               | Widzów: 4098 Sędzia główny: Andrew Miller Sędziowie liniowi: Roman Kaderli Patrick Laguzov |

| 17 grudnia 2019 | Węgry | 3:2 | Francja | Pałac Sportu, Kijów |

| Szczegóły      | Szczegóły                                                        | Szczegóły       | Szczegóły                                     | Szczegóły                                                                             |
| -------------- | ---------------------------------------------------------------- | --------------- | --------------------------------------------- | ------------------------------------------------------------------------------------- |
| Godzina: 13:00 | L. Keresztes (EQ) 06:10 M. Révész (EQ) 08:58 Z. Dóczi (PP) 26:59 | (2:0, 1:1, 0:1) | 34:46 (PP) Q. Tomasino 51:47 (EQ) S. Rousseau | Widzów: 698 Sędzia główny: Miha Bulovec Sędziowie liniowi: Ilia Kisil Patrick Laguzov |
| Godzina: 13:00 | 10 min. kar                                                      |                 | 8 min. kar                                    | Widzów: 698 Sędzia główny: Miha Bulovec Sędziowie liniowi: Ilia Kisil Patrick Laguzov |

| 17 grudnia 2019 | Polska | 6:3 | Estonia | Pałac Sportu, Kijów |

| Szczegóły      | Szczegóły | Szczegóły       | Szczegóły                                                     | Szczegóły                                                                                     |
| -------------- | --- | --------------- | ------------------------------------------------------------- | --------------------------------------------------------------------------------------------- |
| Godzina: 16:30 | J. Lewandowski (EQ) 07:43 K. Biłas (EQ) 16:55 D. Tyczyński (EQ) 35:52 K. Wałęga (EQ) 41:40 I. Smal (EQ) 57:57 K. Gruźla (EN) 58:57 | (2:1, 1:2, 3:0) | 01:20 (EQ) K. Lodeikin 31:31 (EQ) K. Kombe 37:56 (EQ) R. Kiik | Widzów: 1498 Sędzia główny: Andrew Miller Sędziowie liniowi: Ilja Chołow Andreas Weise Krøyer |
| Godzina: 16:30 | 4 min. kar |                 | 2 min. kar                                                    | Widzów: 1498 Sędzia główny: Andrew Miller Sędziowie liniowi: Ilja Chołow Andreas Weise Krøyer |

| 17 grudnia 2019 | Włochy | 1:2 pk. | Ukraina | Pałac Sportu, Kijów |

| Szczegóły      | Szczegóły           | Szczegóły                 | Szczegóły                                          | Szczegóły                                                                               |
| -------------- | ------------------- | ------------------------- | -------------------------------------------------- | --------------------------------------------------------------------------------------- |
| Godzina: 20:00 | M. Öhler (EQ) 12:49 | (1:1, 0:0, 0:0, 0:0, 0:1) | 12:15 (EQ) H. Kriwoszapkin 65:00 (SO) O. Peresunko | Widzów: 4587 Sędzia główny: Rasmus Toppel Sędziowie liniowi: Roman Kaderli Nazar Slezow |
| Godzina: 20:00 | 8 min. kar          |                           | 8 min. kar                                         | Widzów: 4587 Sędzia główny: Rasmus Toppel Sędziowie liniowi: Roman Kaderli Nazar Slezow |

| 18 grudnia 2019 | Francja | 7:1 | Polska | Pałac Sportu, Kijów |

| Szczegóły      | Szczegóły | Szczegóły       | Szczegóły             | Szczegóły |
| -------------- | --- | --------------- | --------------------- | --- |
| Godzina: 13:00 | B. Bruche (PP2) 19:31 P. Dubé (EQ) 33:40 B. Zago (EQ) 34:41 D. Fabre (PP) 44:32 F. Dair (EQ) 44:37 L. Vitou (EQ) 55:13 B. Zago (EQ) 55:58 | (1:0, 2:0, 4:1) | 50:48 (EQ) S. Brynkus | Widzów: 453 Sędzia główny: Richard Magnusson Andrew Miller Sędziowie liniowi: Artem Korepanow Andreas Weise Krøyer |
| Godzina: 13:00 | 12 min. kar |                 | 41 min. kar           | Widzów: 453 Sędzia główny: Richard Magnusson Andrew Miller Sędziowie liniowi: Artem Korepanow Andreas Weise Krøyer |

| 18 grudnia 2019 | Węgry | 7:4 | Włochy | Pałac Sportu, Kijów |

| Szczegóły      | Szczegóły | Szczegóły       | Szczegóły                                                                                | Szczegóły                                                                              |
| -------------- | --- | --------------- | ---------------------------------------------------------------------------------------- | -------------------------------------------------------------------------------------- |
| Godzina: 16:30 | M. Révész (PP) 06:47 K. Rétfalvi (EQ) 07:58 L. Keresztes (EQ) 08:36 B. Dézsi (EQ) 26:38 N. Vértes (EQ) 33:03 N. Vértes (EN) 57:03 B. Páterka (EQ) 57:41 | (3:1, 2:2, 2:1) | 10:02 (EQ) Ma. Sölva 28:35 (EQ) Mi. Sölva 30:32 (EQ) D. Andreotti 48:23 (PP) P. Tomasini | Widzów: 1342 Sędzia główny: Rasmus Toppel Sędziowie liniowi: Roman Kaderli Ilja Chołow |
| Godzina: 16:30 | 18 min. kar |                 | 6 min. kar                                                                               | Widzów: 1342 Sędzia główny: Rasmus Toppel Sędziowie liniowi: Roman Kaderli Ilja Chołow |

| 18 grudnia 2019 | Ukraina | 7:3 | Estonia | Pałac Sportu, Kijów |

| Szczegóły      | Szczegóły | Szczegóły       | Szczegóły                                                         | Szczegóły                                                                           |
| -------------- | --- | --------------- | ----------------------------------------------------------------- | ----------------------------------------------------------------------------------- |
| Godzina: 20:00 | F. Morozow (EQ) 17:22 H. Kriwoszapkin (EQ) 19:04 F. Morozow (EQ) 26:59 O. Peresunko (EQ) 27:49 D. Matusewicz (EQ) 28:37 F. Morozow (EQ) 28:47 F. Morozow (EN) 57:02 | (2:2, 4:0, 1:1) | 10:14 (EQ) Kl. Jõgi 16:23 (PP) K. Lodeikin 41:22 (EQ) K. Lodeikin | Widzów: 4390 Sędzia główny: Miha Bulovec Sędziowie liniowi: Ilia Kisil Nazar Slezow |
| Godzina: 20:00 | 6 min. kar |                 | 4 min. kar                                                        | Widzów: 4390 Sędzia główny: Miha Bulovec Sędziowie liniowi: Ilia Kisil Nazar Slezow |

Tabela
| Lp. | Zespół  | M | Pkt | Z | Zd | Pd | P | G+ | G- | +/− |
| --- | ------- | - | --- | - | -- | -- | - | -- | -- | --- |
| 1   | Węgry   | 5 | 15  | 5 | 0  | 0  | 0 | 29 | 16 | +13 |
| 2   | Francja | 5 | 12  | 4 | 0  | 0  | 1 | 22 | 7  | +15 |
| 3   | Ukraina | 5 | 8   | 2 | 1  | 0  | 2 | 14 | 12 | +2  |
| 4   | Polska  | 5 | 6   | 2 | 0  | 0  | 3 | 29 | 26 | +3  |
| 5   | Estonia | 5 | 3   | 1 | 0  | 0  | 4 | 14 | 27 | -13 |
| 6   | Włochy  | 5 | 1   | 0 | 0  | 1  | 4 | 13 | 33 | -20 |

    = awans do I dywizji grupy A     = utrzymanie w I dywizji grupy B     = spadek do II dywizji grupy A
Statystyki indywidualne
- Klasyfikacja strzelców:  Kirill Lodeikin: 5 goli[9]
- Klasyfikacja asystentów:  Jakub Lewandowski,  Bence Páterka: po 8 asyst[10]
- Klasyfikacja kanadyjska:  Jakub Lewandowski: 13 punktów[11]
- Klasyfikacja kanadyjska obrońców:  Charles Schmitt: 4 punkty[12]
- Klasyfikacja +/−:  Antonin Plagnat: +10[13]
- Klasyfikacja skuteczności interwencji bramkarzy:  Valentin Duquenne: 92,21%[14]
- Klasyfikacja średniej goli straconych na mecz bramkarzy:  Valentin Duquenne:

1,50
- Klasyfikacja minut kar:  Sander Stetski,  Maciej Witan: po 25 minut[15]

Nagrody indywidualne
Dyrektoriat turnieju wybrał trójkę najlepszych zawodników, po jednym na każdej pozycji:
- Bramkarz:  Artur Ołandzanjan
- Obrońca:  David Pokornyi
- Napastnik:  Pierrick Dube